# Nesomyidae

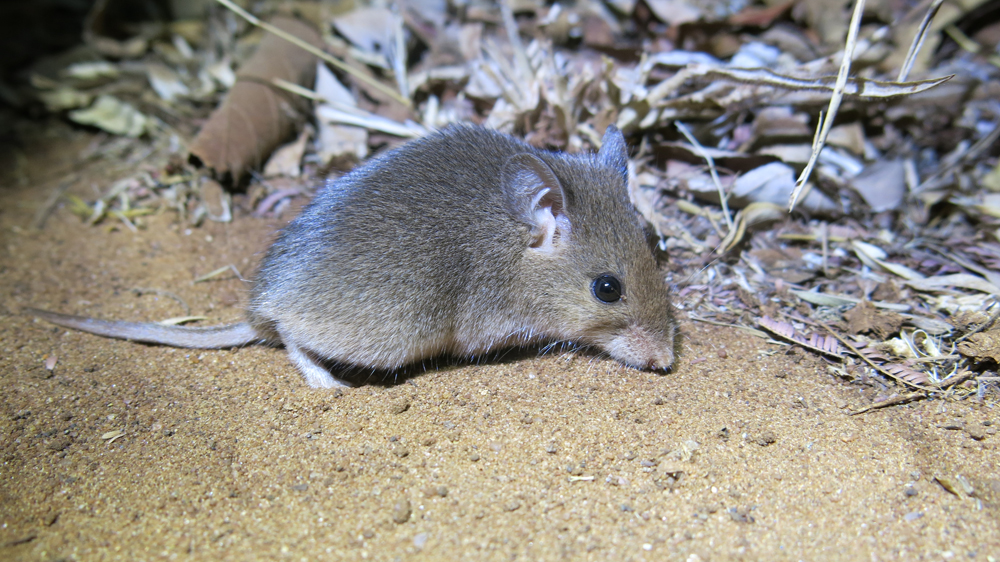
Wie andere Hamsterratten auch, zeichnet sich die Kurzschwanz-Hamsterratte Saccostomus campestris durch große Backentaschen aus.

Die Nesomyidae sind eine Familie der Mäuseartigen mit sechs kleinen Unterfamilien: den Madagaskar-Ratten auf Madagaskar und der Delany-Sumpfklettermaus, dem Afrikanischen Hamster, den Afrikanischen Felsenmäusen, den Hamsterratten sowie den Baummäusen in Subsahara-Afrika.
Die Nesomyidae sind sehr vielfältig hinsichtlich Größe und Körperbau, Verhalten, Ernährung und Lebensweise und es fehlen klare diagnostische Merkmale,
die sie von den Echten Mäusen unterscheiden.

## Körperbau
Der vielgestaltige Körperbau der Nesomyidae spiegelt die Verschiedenheit ihrer Lebensräume wider. So gibt es Arten, die Ratten (Riesenhamsterratten), Mäusen (Afrikanische Klettermäuse), Wühlmäusen (Madagaskar-Kurzschwanzratten) oder Rennmäusen (Madagaskar-Großfußmäuse) ähneln.
Die Kopf-Rumpf-Länge variiert zwischen 50 und 63 Millimetern und 27 bis 30 Zentimetern.
Das Körpergewicht reicht von der nur sechs Gramm schweren Delany-Sumpfklettermaus bis zu den bis zu drei Kilogramm schweren Riesenhamsterratten. Der Schwanz ist verschiedentlich lang oder kurz. Er ist behaart, nackt oder mit einer Quaste an der Spitze und kann als Greifschwanz ausgebildet sein.
Meist ist er länger als die halbe Kopf-Rumpf-Länge und nackt.
Das Fell ist weich und seine Farbe sehr unterschiedlich.
Die Nesomyidae besitzen einen myomorphen Kauapparat.
Sie haben in jeder Kieferhälfte einen als Nagezahn ausgebildeten Schneidezahn und drei echte Backenzähne (Molaren). Eine Unterfamilie, die Hamsterratten, hat Backentaschen entwickelt, die äußerlich denen der Hamster ähneln, dessen Rückziehermuskel sich jedoch von dem der Hamster unterscheidet.

## Lebensweise

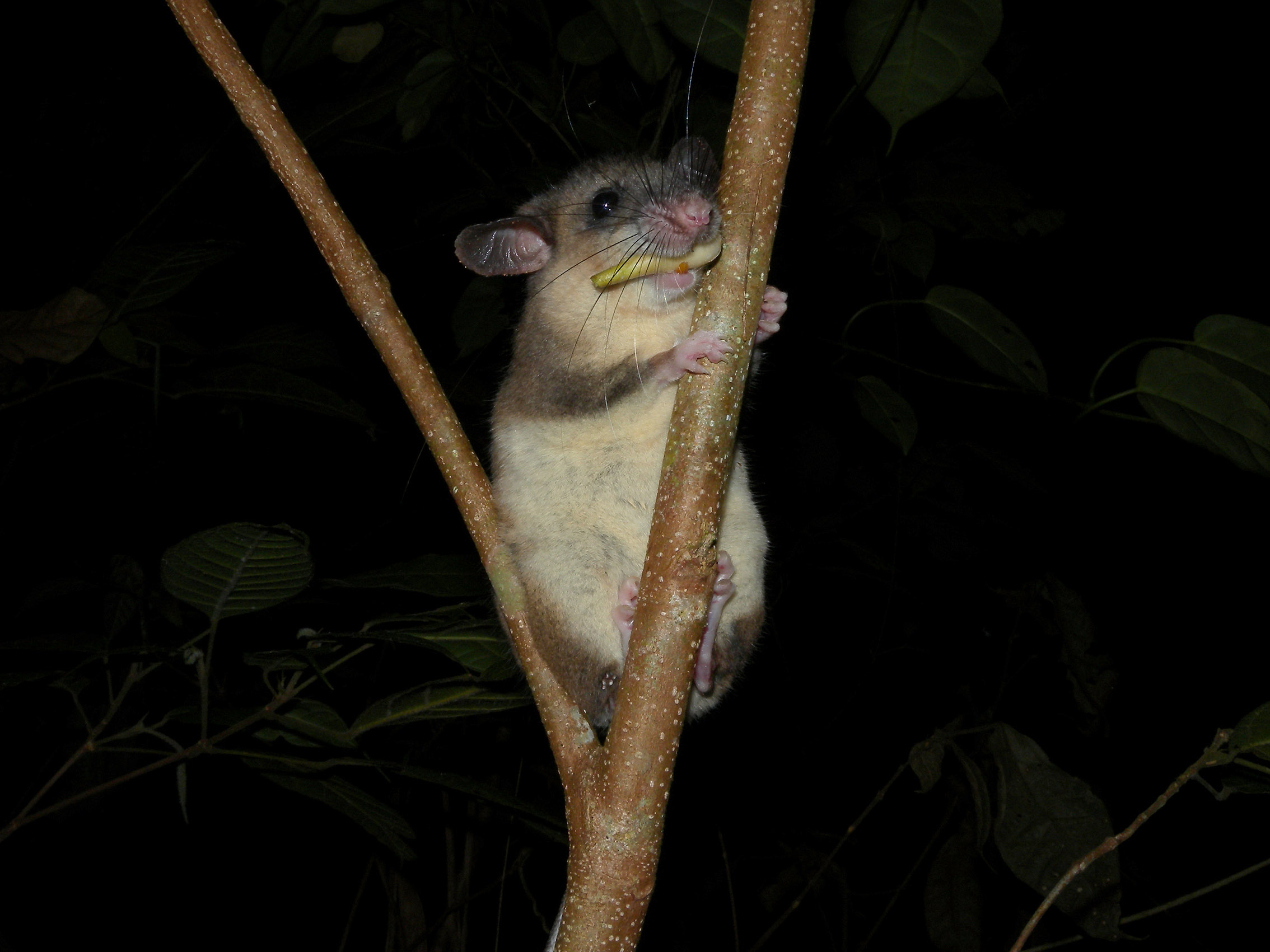
Die madegassischen Bilchschwänze halten sich überwiegend auf Bäumen auf…

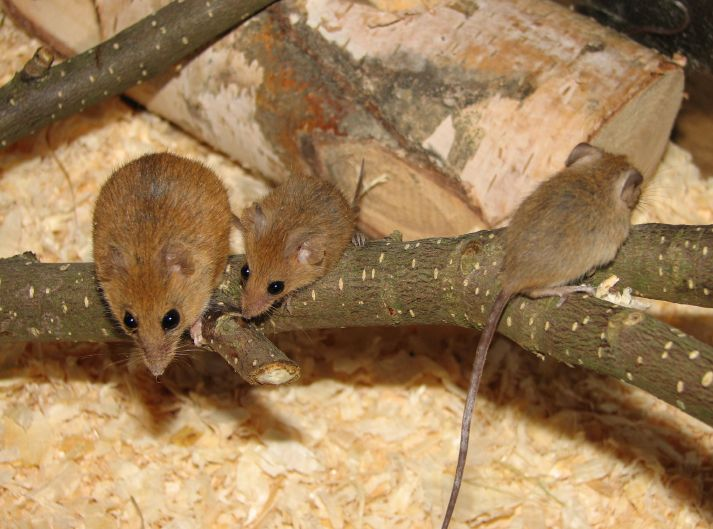
… und auch die Afrikanischen Klettermäuse sind gute Kletterer.

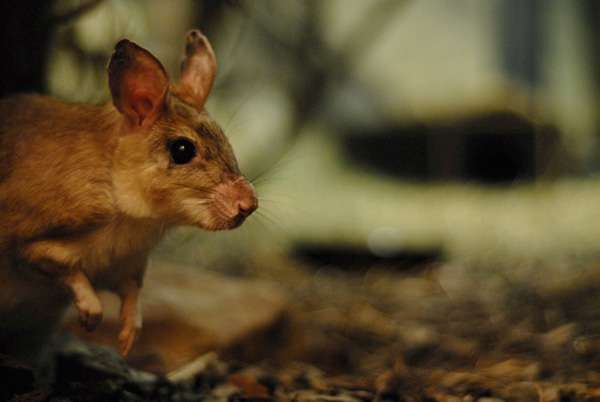
Das Votsotsa hat auf Madagaskar eine ähnliche ökologische Nische besetzt wie andernorts das Wildkaninchen.

Die Nesomyidae sind überwiegend Pflanzenfresser und bodenlebend.
Die erfolgreicheren Spezialisten unter ihnen, Mäuse mit geringerer Körpergröße, klettern jedoch sehr geschickt an Grashalmen oder dünnen Stängeln (Afrikanische Klettermäuse und andere Baummäuse) oder nutzen winzige Spalten in Wüstenfelsen (Afrikanische Felsenmäuse). Die Hamsterratten als Unterfamilie, deren Körpergröße zugenommen hat, gleichen ihre relativ langsame Reaktions- und Bewegungsfähigkeit durch eine besondere Strategie bei der Nahrungssuche aus. Mit ihren großen Backentaschen sammeln sie zur sichersten Zeit, gewöhnlich in der Nacht, große Mengen Nahrung. Im sicheren Zufluchtsort können sie sich dann tagelang von ihren Vorräten ernähren.

## Stammesgeschichte
Der Vorfahre der Nesomyidae erreichte Afrika möglicherweise am Ende des Oligozän. Die kleine Maus war wahrscheinlich ein passabler Kletterer und zunächst an die relativ milden klimatischen Bedingungen der Periode angepasst. Sie war vermutlich deutlich schwerfälliger in ihren Bewegungen und ihrer Aktivität als heutige Nagetiere wie die Wanderratte. Ihre Nachfahren besiedelten jedoch die meisten Lebensräume Afrikas und Madagaskars. Auf Madagaskar wurden sie, wie auch noch die heutigen Madagaskar-Ratten, zu den vorherrschenden Nagetieren. In Afrika sind sie dagegen, wie die meisten Nagetiere, die diese Region relativ früh erreichten, heute entweder hochspezialisiert oder, wie die Delany-Sumpfklettermaus, Relikte am Rande des natürlichen Aussterbens.
Das Alter der Nesomyidae wird durch paläontologische Funde gestützt.
So werden die ausgestorbenen Afrocricetodontinae als älteste Fossilien der Mäuseartigen in Ostafrika bereits den Nesomyidae zugerechnet. Sie erscheinen zuerst im unteren Miozän Kenias, Ugandas und Namibias und sind durch die Gattungen Afrocricetodon, Notocricetodon und Protarsomys vertreten.
Der evolutionäre Ursprung einzelner Unterfamilien der Nesomyidae wurde, mit unterschiedlicher Sicherheit, mit diesen und anderen fossilen Gattungen aus dem Miozän bis unteren Pliozän in Verbindung gebracht. Die paläontologischen Hinweise für derartige stammesgeschichtliche Verbindungen sind jedoch dürftig und harte Belege aus den entscheidenden Lagerstätten des mittleren Tertiärs unzureichend. Die meisten fossilen Gattungen der Nesomyidae sind von Fundorten in Subsahara-Afrika bekannt, nur für die Baummäuse gibt es aus dem mittleren Tertiär sichere Belege außerhalb dieser Region.
Unklar sind die Verwandtschaftsverhältnisse der Nesomyidae zu den Cricetodontinae und den Myocricetodontinae. Diese sollen Afrika erst vor 20,7 bis 17,0 Millionen Jahren erreicht haben, womit sie kontemporär zu den Afrocricetodontinae wären. Funde aus Songhor und Rusinga in Kenia stammen aus dieser Zeit, was entweder auf eine sehr schnelle Ausbreitung oder auf eine frühere Verbindung vor etwa 23 Millionen Jahren hindeutet. Die Afrocricetodontinae starben vermutlich im mittleren Miozän aus. Sie wurden in Ost- und Südafrika durch die Myocricetodontinae mit den Gattungen Dakkamys, Mioharimys und Myocricetodon sowie durch die Megacricetodontinae ersetzt. Laut Mein und Mitarbeitern (2000) ist Mioharimys ein Vorfahre des Afrikanischen Hamsters. Im mittleren bis oberen Miozän kommen in Ost- und Südafrika mit Democricetodon und Afaromys Gattungen der Cricetodontinae sowie die Unterfamilie Namibimyinae vor.

## Systematik und Nomenklatur

### Systematik
Die den Mäuseartigen zugeordnete Familie der Nesomyidae wird in sechs rezente Unterfamilien unterteilt.
Die folgende Darstellung der Verwandtschaftsverhältnisse beruht auf molekulargenetischen Untersuchungen durch Fabre und Mitarbeiter (2012)
sowie durch Schenk und Mitarbeiter (2013).
Den Nesomyidae werden zudem zwei fossile Unterfamilien (†) zugeordnet.
|  | Delany-Sumpfklettermaus (Delanymyinae)                                                                            |
|  | |
|  | \| \| Afrikanischer Hamster (Mystromyinae) \| \| \| \| \| \| Afrikanische Felsenmäuse (Petromyscinae) \| \| \| \| |
|  | |
|  | Afrikanischer Hamster (Mystromyinae)                                                                              |
|  | |
|  | Afrikanische Felsenmäuse (Petromyscinae)                                                                          |
|  | |

|  | Afrikanischer Hamster (Mystromyinae)     |
|  |                                          |
|  | Afrikanische Felsenmäuse (Petromyscinae) |
|  |                                          |

|  | Hamsterratten (Cricetomyinae)                                              |
|  |                                                                            |
|  | \| \| †Otavimyinae \| \| \| \| \| \| Baummäuse (Dendromurinae) \| \| \| \| |
|  |                                                                            |
|  | †Otavimyinae                                                               |
|  |                                                                            |
|  | Baummäuse (Dendromurinae)                                                  |
|  |                                                                            |

|  | †Otavimyinae              |
|  |                           |
|  | Baummäuse (Dendromurinae) |
|  |                           |

|  | Delany-Sumpfklettermaus (Delanymyinae)                                                                            |
|  | |
|  | \| \| Afrikanischer Hamster (Mystromyinae) \| \| \| \| \| \| Afrikanische Felsenmäuse (Petromyscinae) \| \| \| \| |
|  | |
|  | Afrikanischer Hamster (Mystromyinae)                                                                              |
|  | |
|  | Afrikanische Felsenmäuse (Petromyscinae)                                                                          |
|  | |

|  | Afrikanischer Hamster (Mystromyinae)     |
|  |                                          |
|  | Afrikanische Felsenmäuse (Petromyscinae) |
|  |                                          |

|  | Hamsterratten (Cricetomyinae)                                              |
|  |                                                                            |
|  | \| \| †Otavimyinae \| \| \| \| \| \| Baummäuse (Dendromurinae) \| \| \| \| |
|  |                                                                            |
|  | †Otavimyinae                                                               |
|  |                                                                            |
|  | Baummäuse (Dendromurinae)                                                  |
|  |                                                                            |

|  | †Otavimyinae              |
|  |                           |
|  | Baummäuse (Dendromurinae) |
|  |                           |

|  | Delany-Sumpfklettermaus (Delanymyinae)                                                                            |
|  | |
|  | \| \| Afrikanischer Hamster (Mystromyinae) \| \| \| \| \| \| Afrikanische Felsenmäuse (Petromyscinae) \| \| \| \| |
|  | |
|  | Afrikanischer Hamster (Mystromyinae)                                                                              |
|  | |
|  | Afrikanische Felsenmäuse (Petromyscinae)                                                                          |
|  | |

|  | Afrikanischer Hamster (Mystromyinae)     |
|  |                                          |
|  | Afrikanische Felsenmäuse (Petromyscinae) |
|  |                                          |

|  | Hamsterratten (Cricetomyinae)                                              |
|  |                                                                            |
|  | \| \| †Otavimyinae \| \| \| \| \| \| Baummäuse (Dendromurinae) \| \| \| \| |
|  |                                                                            |
|  | †Otavimyinae                                                               |
|  |                                                                            |
|  | Baummäuse (Dendromurinae)                                                  |
|  |                                                                            |

|  | †Otavimyinae              |
|  |                           |
|  | Baummäuse (Dendromurinae) |
|  |                           |

|  | Delany-Sumpfklettermaus (Delanymyinae)                                                                            |
|  | |
|  | \| \| Afrikanischer Hamster (Mystromyinae) \| \| \| \| \| \| Afrikanische Felsenmäuse (Petromyscinae) \| \| \| \| |
|  | |
|  | Afrikanischer Hamster (Mystromyinae)                                                                              |
|  | |
|  | Afrikanische Felsenmäuse (Petromyscinae)                                                                          |
|  | |

|  | Afrikanischer Hamster (Mystromyinae)     |
|  |                                          |
|  | Afrikanische Felsenmäuse (Petromyscinae) |
|  |                                          |

|  | Hamsterratten (Cricetomyinae)                                              |
|  |                                                                            |
|  | \| \| †Otavimyinae \| \| \| \| \| \| Baummäuse (Dendromurinae) \| \| \| \| |
|  |                                                                            |
|  | †Otavimyinae                                                               |
|  |                                                                            |
|  | Baummäuse (Dendromurinae)                                                  |
|  |                                                                            |

|  | †Otavimyinae              |
|  |                           |
|  | Baummäuse (Dendromurinae) |
|  |                           |

|  | Delany-Sumpfklettermaus (Delanymyinae)                                                                            |
|  | |
|  | \| \| Afrikanischer Hamster (Mystromyinae) \| \| \| \| \| \| Afrikanische Felsenmäuse (Petromyscinae) \| \| \| \| |
|  | |
|  | Afrikanischer Hamster (Mystromyinae)                                                                              |
|  | |
|  | Afrikanische Felsenmäuse (Petromyscinae)                                                                          |
|  | |

|  | Afrikanischer Hamster (Mystromyinae)     |
|  |                                          |
|  | Afrikanische Felsenmäuse (Petromyscinae) |
|  |                                          |

|  | Hamsterratten (Cricetomyinae)                                              |
|  |                                                                            |
|  | \| \| †Otavimyinae \| \| \| \| \| \| Baummäuse (Dendromurinae) \| \| \| \| |
|  |                                                                            |
|  | †Otavimyinae                                                               |
|  |                                                                            |
|  | Baummäuse (Dendromurinae)                                                  |
|  |                                                                            |

|  | †Otavimyinae              |
|  |                           |
|  | Baummäuse (Dendromurinae) |
|  |                           |

|  | Delany-Sumpfklettermaus (Delanymyinae)                                                                            |
|  | |
|  | \| \| Afrikanischer Hamster (Mystromyinae) \| \| \| \| \| \| Afrikanische Felsenmäuse (Petromyscinae) \| \| \| \| |
|  | |
|  | Afrikanischer Hamster (Mystromyinae)                                                                              |
|  | |
|  | Afrikanische Felsenmäuse (Petromyscinae)                                                                          |
|  | |

|  | Afrikanischer Hamster (Mystromyinae)     |
|  |                                          |
|  | Afrikanische Felsenmäuse (Petromyscinae) |
|  |                                          |

|  | Hamsterratten (Cricetomyinae)                                              |
|  |                                                                            |
|  | \| \| †Otavimyinae \| \| \| \| \| \| Baummäuse (Dendromurinae) \| \| \| \| |
|  |                                                                            |
|  | †Otavimyinae                                                               |
|  |                                                                            |
|  | Baummäuse (Dendromurinae)                                                  |
|  |                                                                            |

|  | †Otavimyinae              |
|  |                           |
|  | Baummäuse (Dendromurinae) |
|  |                           |

|  | Delany-Sumpfklettermaus (Delanymyinae)                                                                            |
|  | |
|  | \| \| Afrikanischer Hamster (Mystromyinae) \| \| \| \| \| \| Afrikanische Felsenmäuse (Petromyscinae) \| \| \| \| |
|  | |
|  | Afrikanischer Hamster (Mystromyinae)                                                                              |
|  | |
|  | Afrikanische Felsenmäuse (Petromyscinae)                                                                          |
|  | |

|  | Afrikanischer Hamster (Mystromyinae)     |
|  |                                          |
|  | Afrikanische Felsenmäuse (Petromyscinae) |
|  |                                          |

|  | Hamsterratten (Cricetomyinae)                                              |
|  |                                                                            |
|  | \| \| †Otavimyinae \| \| \| \| \| \| Baummäuse (Dendromurinae) \| \| \| \| |
|  |                                                                            |
|  | †Otavimyinae                                                               |
|  |                                                                            |
|  | Baummäuse (Dendromurinae)                                                  |
|  |                                                                            |

|  | †Otavimyinae              |
|  |                           |
|  | Baummäuse (Dendromurinae) |
|  |                           |

|  | Delany-Sumpfklettermaus (Delanymyinae)                                                                            |
|  | |
|  | \| \| Afrikanischer Hamster (Mystromyinae) \| \| \| \| \| \| Afrikanische Felsenmäuse (Petromyscinae) \| \| \| \| |
|  | |
|  | Afrikanischer Hamster (Mystromyinae)                                                                              |
|  | |
|  | Afrikanische Felsenmäuse (Petromyscinae)                                                                          |
|  | |

|  | Afrikanischer Hamster (Mystromyinae)     |
|  |                                          |
|  | Afrikanische Felsenmäuse (Petromyscinae) |
|  |                                          |

|  | Hamsterratten (Cricetomyinae)                                              |
|  |                                                                            |
|  | \| \| †Otavimyinae \| \| \| \| \| \| Baummäuse (Dendromurinae) \| \| \| \| |
|  |                                                                            |
|  | †Otavimyinae                                                               |
|  |                                                                            |
|  | Baummäuse (Dendromurinae)                                                  |
|  |                                                                            |

|  | †Otavimyinae              |
|  |                           |
|  | Baummäuse (Dendromurinae) |
|  |                           |

Vor etwa 25 Millionen Jahren spalteten sich die archaischen Nesomyidae von den anderen Mäuseartigen ab.
Die Monophylie ihrer rezenten Unterfamilien wurde durch molekulargenetische Untersuchungen bestätigt
und die afrikanischen Unterfamilien sind auch morphologisch klar definiert.
Als frühe Vertreter der Nesomyidae werden die Afrocricetodontinae gedeutet, die Otavimyinae werden dagegen als eng mit den Baummäusen verwandt angesehen.
Lange wurden die Nesomyidae, wenn sie nicht in einer allumfassenden Familie Muridae geführt wurden, unterschiedlich und widersprüchlich zwischen den Cricetidae und den Muridae aufgeteilt.
Der konzeptionelle Ursprung der Nesomyidae im heutigen Sinne wird Lavocat (1973, 1978) zugeschrieben, obwohl sich dessen Familie inhaltlich von der heutigen Zusammensetzung unterschied. Jedoch identifizierte er die einzelnen Gruppen als Relikte eines Vorkommens der Cricetodontinae im späten Oligozän bis Miozän Afrikas und schloss sie in einer erweiterten Definition der Nesomyidae ein.
Chaline und Mitarbeiter (1977) stellten die Afrocricetodontinae und die Madagaskar-Ratten mit den Lamellenzahnratten in die Familie Nesomyidae, die Baummäuse und die Afrikanischen Felsenmäuse in die Dendromuridae und die Hamsterratten in die Cricetomyidae.
Carleton und Musser (1984) griffen die Klassifikation von Lavocat und die Abstammung der Nesomyidae von den Cricetodontinae auf.
Sie diskutierten die Möglichkeit, dass die heutigen Unterfamilien einschließlich der Afrocricetodontinae als Tribus der Unterfamilie Nesomyinae zu führen seien, um die Verwandtschaftsverhältnisse besser abbilden zu können. So sei, wie bereits von Lavocat festgestellt, der Afrikanische Hamster nur ein konservativer Nachfahre der Cricetodontinae, denen er im Bau der Backenzähne ähnele. Eine Vereinigung mit den Nesomyinae sei der Einordnung bei den paläarktischen Hamstern klar vorzuziehen.
Carleton und Musser wiesen zudem darauf hin, dass die Dendromurinae, die damals neben den Baummäusen noch die Kongo-Waldmaus enthielten, möglicherweise nicht monophyletisch seien. Auch die Afrikanischen Felsenmäuse und die Delany-Sumpfklettermaus, die gemeinsam in der Unterfamilie Petromyscinae geführt wurden, sollten nicht so eng miteinander verwandt und nur aufgrund weniger Zahnmerkmale zusammengefasst worden sein. Carleton und Musser diskutierten zudem die Zugehörigkeit der Mähnenratte und der Afrikanischen Wurzelratten zu den Nesomyidae, die Lavocat mit diesen vereinte. Die Verwandtschaft der Mähnenratte sahen sie als unklar an, die der Afrikanischen Wurzelratten vermuteten sie bei den Bambusratten.
Ursprünglich basierte die erweiterte Definition der Nesomyidae auf dürftigen Vergleichen von Zahnmerkmalen mit Fossilien aus dem mittleren Tertiär. So sahen Tong und Jaeger (1993) Lavocats Familie auch nur als polyphyletisches Formtaxon an, das die Überbleibsel evolutionärer Zweige umfasse, die zur wesentlichen Radiation der Cricetidae oder Muridae führten. Molekulargenetische Untersuchungen (DuBois und Mitarbeiter, 1996; Jansa und Mitarbeiter, 1999; Michaux und Catzeflis, 2000; Michaux und Mitarbeiter, 2001) bestätigten die Nesomyidae dagegen als monophyletische Gruppe, die basal zu den Cricetidae und Muridae steht.
Bestätigt hat sich auch, dass die Afrikanischen Felsenmäuse und die Delany-Sumpfklettermaus keine Schwestergruppen und daher auf zwei Unterfamilien aufzuteilen sind.

### Nomenklatur
Charles Immanuel Forsyth Major führte 1897 die Unterfamilie Nesomyinae ein.
Erstmals im Familienrang erschienen die Nesomyidae 1899 bei Tycho Tullberg, 1904 auch bei Max Wilhelm Carl Weber. Dabei handelte es sich jedoch stets nur um die Madagaskar-Ratten.

## Weiterführende Informationen
Weblinks
- Nesomyidae bei Animal Diversity Web